# Coração d'Ouro
Coração d'Ouro é uma telenovela portuguesa produzida pela SP Televisão que foi exibida pela SIC de 7 de setembro de 2015 a 24 de setembro de 2016, substituindo Mar Salgado e sendo substituída por Amor Maior. É a "19.ª novela" do canal.
Escrita por Pedro Lopes, tem a colaboração de Filipa Poppe, Marta Pais Lopes, José Pinto Carneiro, Marina Preguiça Ribeiro, Manuel Mora Marques, Miguel Simal e Lígia Dias como guionistas, a direção de Sérgio Graciano, a direção de elenco de Cátia Ribeiro, a direção de produção de Leonor Coelho e a realização de Franciso Antunez, Iva Areias, João Carvalho e Rafael Cruz.
Conta com Rita Blanco, João Reis, Mariana Pacheco, Mariana Monteiro, Diogo Lopes, Maria João Bastos, Lúcia Moniz, Vitor Gonçalves e Afonso Melo nos papéis principais.

## Sinopse
Maria é uma mulher disposta a todos os sacrifícios pela filha Catarina. E o sacrifício mais doloroso começa quando António, um antigo patrão de Maria, sabendo-se no fim dos seus dias e querendo repor alguma justiça, decide incluí-la no seu testamento. O seu objetivo é, de alguma forma, compensar Maria e garantir que ela e Catarina não tenham de passar por mais dificuldades e possam esquecer as dificuldades do passado. Este passado acarreta um segredo que poucas pessoas conhecem e que Maria quer esconder a todo o custo: Catarina é neta de António, fruto de uma relação com o seu filho Henrique.
Todavia, Catarina, ao descobrir que o seu futuro vai mudar com a morte de António, não consegue esperar mais e decide matá-lo. Sem saber, mata o próprio avô. Ao descobrir este crime, Maria tem de decidir entre tornar-se cúmplice ou denunciar a filha.
Entretanto, e uma vez na posse dos bens que lhe foram deixados por testamento – que incluem participações numa quinta do Douro e numa clínica do Porto pioneira na área de imunologia –, Maria tem de enfrentar a oposição firme de Henrique, que está convencido de que ela e a filha (sua filha também) são umas oportunistas. Ele não vai desistir enquanto não conseguir expulsá-las de casa e reaver a fortuna do seu falecido pai.
Henrique, vive para a ostentação, e tem como oposto o seu irmão mais novo - Duarte, que é a imagem do regresso à terra e aos valores fundamentais.
Duarte é o responsável pelo famoso vinho que se produz na Quinta. Depois de passar por uma situação em que podia ter morrido decide mudar a sua vida, apaixonando-se por Joana, investigadora na Clínica. São duas personagens a despir a pele do que já foram: Duarte passa por um doloroso processo de divórcio com Beatriz, a sua mulher, que vai fazer de tudo para não o perder, incluindo manipular emocionalmente o filho de ambos, enquanto Joana vive ainda as saudades do marido recentemente falecido num acidente no dia do seu aniversário.
Mas o amor de Duarte e Joana vai resistir a tudo e fazer-nos sonhar, porque duas pessoas que já caíram e se levantaram têm a força para lutar contra o que for preciso para serem felizes.

## Elenco

### Elenco principal
| Ator/Atriz        | Personagem                       |
| ----------------- | -------------------------------- |
| Rita Blanco       | Maria Ferreira                   |
| João Reis         | Henrique Castro de Aguiar        |
| Mariana Pacheco   | Catarina Ferreira                |
| Mariana Monteiro  | Inês Castro de Aguiar            |
| Maria João Bastos | Beatriz Bacelar Castro de Aguiar |
| Diogo Lopes       | João Dantas                      |
| Lúcia Moniz       | Joana Amaral                     |
| Vitor Gonçalves   | Duarte Castro de Aguiar          |
| Afonso Melo       | Miguel Dantas                    |

### Elenco recorrente
| Ator/Atriz             | Personagem                       |
| ---------------------- | -------------------------------- |
| Miguel Guilherme       | Luís Noronha                     |
| José Raposo            | Vítor Silva                      |
| Custódia Gallego       | Fernanda Silva                   |
| Diogo Martins          | Leandro Silva                    |
| Diana Chaves           | Jéssica Silva                    |
| João Baptista          | Rúben Silva                      |
| Luciana Abreu          | Sandra Moita                     |
| Alexandre de Sousa     | Filipe Amaral                    |
| Adelaide Sousa         | Sofia Abrantes Castro de Aguiar  |
| Ana Padrão             | Benedita Castro de Aguiar Morgan |
| Pedro Hossi            | William Morgan                   |
| Cristóvão Campos       | José da Cruz                     |
| Hana Sofia Lopes       | Adriana Noronha                  |
| Maria João Falcão      | Teresa Castro de Aguiar          |
| Paulo Pascoal          | Jonas Vemba                      |
| Dinarte Branco         | Hélder Oliveira                  |
| Cláudia Vieira         | Laura Mendonça                   |
| Rodrigo Soares         | Frederico Dantas                 |
| Igor Marchesi          | Bruno Varela                     |
| Filipe Vargas          | Inácio Lobato                    |
| Anabela Teixeira       | Isabel Lacerda                   |
| João Vicente           | Vasco Amaral                     |
| Rita Frazão            | Margarida Fonseca                |
| Eduardo Frazão         | Jorge Leitão                     |
| Joaquim Horta          | Diogo Bettencourt                |
| Rúben Gomes            | Tiago Fonseca Martins            |
| Renato Godinho         | Nuno Fonseca Martins             |
| Mafalda Luís de Castro | Raquel Fonseca Martins           |
| Jani Zhao              | Marta Sousa                      |
| João Mota              | António José «Tozé»              |

### Elenco juvenil
| Ator/Atriz      | Personagem                   |
| --------------- | ---------------------------- |
| Júlia Palha     | Alice Mendonça               |
| Matilde Miguel  | Patrícia Lacerda             |
| Lourenço Mimoso | Tomás Castro de Aguiar Vemba |
| Noa Bharwany    | Rita Castro de Aguiar Vemba  |
| Miguel Mestre   | Pedro Castro de Aguiar       |

### Atores convidados
| Ator/Atriz            | Personagem               |
| --------------------- | ------------------------ |
| João Perry            | António Castro de Aguiar |
| Margarida Carpinteiro | Assunção Abrantes        |
| João Ricardo          | Domingos Martins         |

### Participações especiais
| Ator/Atriz             | Personagem           |
| ---------------------- | -------------------- |
| Ana Zanatti            | Sara Amaral          |
| António Pedro Cerdeira | Abel Pedrosa         |
| Luís Lucas             | Albano Vidal         |
| Fátima Belo            | Francisca Dantas     |
| Rita Lello             | Maria Helena Fonseca |

### Elenco adicional
| Ator/Atriz               | Personagem                                     |
| ------------------------ | ---------------------------------------------- |
| Adérito Lopes            |                                                |
| Afonso Lagarto           | Tomás                                          |
| Alexandra Diogo          | Carlota                                        |
| Alexandre Carvalho       | João Pequeno (jogador do Cedofeita)            |
| Allex Miranda            | Júnior (jogador do Cedofeita)                  |
| Amélia Videira           | Dona Micas (velhinha amiga de Ruben e Sandra)  |
| Ana Bola                 | Ana Bola                                       |
| Ana Varela               | Olívia                                         |
| Ana Vilaça               | Célia                                          |
| André Gago               | Dr. Barroso (médico)                           |
| Ângela Marques           | empregada da Joalharia                         |
| António Durães           | médico que trata António                       |
| António Camelier         | Major Simão Valente                            |
| Augusto Portela          | Juiz                                           |
| Bruno Schiappa           | Diretor da prisão                              |
| Carlos Vieira de Almeida | Sr. Anacleto                                   |
| Catarina Campos Costa    |                                                |
| Catarina Gouveia         | Sónia                                          |
| Coio Só                  | jogador do Cedofeita                           |
| Cristina Cavalinhos      | Olga (empregada de Maria)                      |
| David Esteves            | David Leal                                     |
| Diogo Mesquita           |                                                |
| Francisco Pestana        | Saldanha                                       |
| Fernando Côrte-Real      | Alberto (motorista dos Aguiar)                 |
| Figueira Cid             | Amílcar (amigo e colega de Domingos na prisão) |
| Frederico Amaral         | Leonardo                                       |
| Gonçalo Portela          | médico da clínica                              |
| Isabel Simões            | Lúcia (empregada dos Aguiar)                   |
| Ivo Lucas                | Carlos "CaSo"                                  |
| Joana Hilário            | Prostituta com quem Henrique se envolve        |
| João Ferrador            | Detective                                      |
| João Vaz                 | procurador                                     |
| João Veloso              | membro da claque                               |
| José António Alves       | professor de Catarina                          |
| Lourenço Seruya          | Polícia                                        |
| Luís Lobão               |                                                |
| Luís Miguel Simões       |                                                |
| Mafalda Pereira          | prostituta com quem Henrique se encontra       |
| Manuel Lourenço          | (no episódio 26)                               |
| Manuel Tur               |                                                |
| Manuela Jorge            | funcionária do registo civil                   |
| Margarida Bento          | enfermeira da prisão                           |
| Maria Ana Filipe         | Inspetora                                      |
| Maria Frade              | Médica (no episódio 28)                        |
| Maria Teresa Barbosa     |                                                |
| Mário Santos             |                                                |
| Marques D'Arede          | Médico                                         |
| Martinho Silva           | Sérgio                                         |
| Miguel Elrich            |                                                |
| Miguel Monteiro          | juiz                                           |
| Mónica Garnel            | Kiki (amiga de Sofia)                          |
| Nádia Santos             | Cristina (reclusa que está grávida)            |
| Norman McCallum          | Apresentador do Concurso de Vinhos             |
| Paulo Freixinho          |                                                |
| Paulo Oom                | Júlio Nobre (advogado de Catarina)             |
| Pedro Calvinho           | Bernardo (amigo de Sofia)                      |
| Pompeu José              | José Francisco (padrinho de Maria)             |
| Rafaela Santos           | guarda prisional                               |
| Raquel Jacob             | Vera                                           |
| Ricardo Trêpa            | Manuel Santos                                  |
| Rodrigo Trindade         | André                                          |
| Salvador Sobral          |                                                |
| Samanta Castilho         | Betty                                          |
| Samuel Alves             | médico da clínica                              |
| Simão do Vale            |                                                |
| Susana Vitorino          | guarda prisional                               |
| Tiago Retré              | jogador do Cedofeita                           |
| Tomé Quirino             | Gustavo (traficante)                           |

## Produção
A novela teve "A Cor do Destino" como título provisório, sendo mais tarde oficializada com o título "Coração d'Ouro", referindo-se à protagonista Maria (Rita Blanco) e ao facto de parte da telenovela ser gravada no Douro.
As gravações decorreram nos estúdios da SP Televisão, no Porto, no Douro, em Lisboa e nos Açores. Foram gravados 352 episódios de produção.

### Contratempos nas gravações
Rita Blanco teve que se ausentar da trama pois teve que gravar um filme. Acabou por aparecer em alguns episódios posteriores.
José Boavida era para reforçar o elenco da telenovela, mas tal não se chegou a concretizar devido ao falecimento do ator em janeiro de 2016.

## Exibição
Coração d'Ouro estreou na 1.ª faixa de novelas a 7 de setembro de 2015, em substituição de Mar Salgado. Terminou a 24 de setembro de 2016, com 326 episódios de exibição, sendo substituída por Amor Maior.
Foi transmitida na SIC Caras de 3 de abril até novembro de 2017.
Foi retransmitida na SIC de 18 de junho de 2018 a 4 de janeiro de 2019.

### Exibição internacional
Foi exibida no Brasil pela SIC Internacional, no domingo 17 de janeiro de 2016, substituindo Mar Salgado e dividindo o horário do final da tarde com os últimos capítulos de sua antecessora. O seu último episódio na SIC Internacional foi também num domingo, 9 de outubro de 2016.
Na Polónia, foi exibida de 14 de dezembro de 2016 a 29 de junho de 2017 na TVP1.
| País    | Canal             | Título adaptado | Estreia                | Final                |
| ------- | ----------------- | --------------- | ---------------------- | -------------------- |
| Brasil  | SIC Internacional | Coração d'Ouro  | 17 de janeiro de 2016  | 9 de outubro de 2016 |
| Polónia | TVP1              | Złote serce     | 14 de dezembro de 2016 | 29 de junho de 2017  |

### Transmissão na OPTO
Com o lançamento da OPTO, a plataforma de streaming da SIC, a 24 de novembro de 2020, a novela foi disponibilizada com os seus 352 episódios de produção.

## Audiências
Coração d'Ouro estreou no dia 7 de Setembro, segunda-feira, com 16,2% de audiência e 32,7% share, com cerca de 1 milhão e 539 mil espectadores, liderando o horário.
Na mesma semana, mas na quinta-feira, impulsionada por Mar Salgado, a telenovela registou um recorde de share, 33,3% conquistando 16,2% de audiência, cerca de 1 milhão e 566 mil espectadores, liderando o horário.
Na semana seguinte, na segunda-feira, a telenovela regista o mesmo recorde de audiência, 16,2% de audiência e 31,1% de share, com cerca de 1 milhão e 573 mil espectadores, liderando o horário.
No dia seguinte, na terça-feira, a telenovela regista novo recorde de audiência, 16,8% de audiência e 31,4% de share, com cerca de 1 milhão e 631 mil espectadores, liderando o horário.
No dia seguinte, quarta-feira, volta a registar uma audiência superior à da estreia, 16,7% de audiência e 32,1% de share, com cerca de 1 milhão e 586 mil espectadores, liderando o horário.
Com o último episódio de Mar Salgado, Coração d'Ouro volta a registar um recorde em share, 33,6%, conquistando 16,6% de audiência, cerca de 1 milhão e 604 mil espectadores, garantindo a liderança a SIC.
Com o fim de Mar Salgado, Coração d'Ouro passou a dividir a liderança com a concorrente da TVI, A Única Mulher.
No dia 20 de julho, a telenovela marcou 15,3% de audiência e 31,0% de share com cerca de 1 milhão e 478 mil espectadores, liderando o horário.
No dia 29 de agosto, a telenovela regista audiência, 15,0% de audiência e 30,3% de share, com cerca de 1 milhão e 450 mil espectadores, vice liderando o horário.
No último episódio, Coração d'Ouro, liderou o horário com 15,1% de audiência e 35,2% de share, com cerca de 1 milhão e 459 mil telespectadores a acompanhar o derradeiro episódio onde a vilã Catarina é morta.
Coração d'Ouro terminou com uma média final de 13,5% de audiência e 28,1% de share, cerca de 1 milhão e 282 mil espectadores, sendo a 5.ª novela com maior audiência do canal, mas com audiência inferior à da sua antecessora Mar Salgado e de outras telenovelas da SIC, como Dancin' Days, Sol de Inverno e Nazaré
| Média | Média     | Episódios exibidos | Rating | Share |
| ----- | --------- | ------------------ | ------ | ----- |
| 2015  | Setembro  | 21                 | 14,5%  | 29,7% |
| 2015  | Outubro   | 27                 | 13,6%  | 28,1% |
| 2015  | Novembro  | 25                 | 13,6%  | 28,7% |
| 2015  | Dezembro  | 25                 | 13,0%  | 27,4% |
| 2016  | Janeiro   | 25                 | 13,7%  | 27,7% |
| 2016  | Fevereiro | 25                 | 13,9%  | 28,0% |
| 2016  | Março     | 26                 | 13,3%  | 26,9% |
| 2016  | Abril     | 27                 | 13,4%  | 26,9% |
| 2016  | Maio      | 26                 | 13,0%  | 26,5% |
| 2016  | Junho     | 27                 | 13,5%  | 27,6% |
| 2016  | Julho     | 26                 | 13,2%  | 28,6% |
| 2016  | Agosto    | 27                 | 13,1%  | 29,0% |
| 2016  | Setembro  | 25                 | 13,6%  | 29,8% |
| Total | Total     | 326                | 13,5%  | 28,1% |

| Recordes | Rating | Share |
| -------- | ------ | ----- |
| Positivo | 16,8%  | 35,2% |
| Negativo | 5,0%   | 10,6% |

## Prémios
| Ano  | Prémio                                               | Categoria                                   | Por               | Resultado   |
| ---- | ---------------------------------------------------- | ------------------------------------------- | ----------------- | ----------- |
| 2015 | The FreshTV (Fiction) conference @MipCom             | Apresentação internacional em exclusivo     | Coração d'Ouro    | Selecionado |
| 2015 | 2ª Edição dos Prémios Áquila                         | Melhor Ator Principal em Televisão          | João Reis         | Venceu      |
| 2015 | 2ª Edição dos Prémios Áquila                         | Melhor Telenovela                           | Coração d'Ouro    | Indicado    |
| 2015 | 2ª Edição dos Prémios Áquila                         | Melhor Ator Principal em Televisão          | José Raposo       | Indicado    |
| 2015 | 2ª Edição dos Prémios Áquila                         | Melhor Atriz Principal em Televisão         | Lúcia Moniz       | Indicado    |
| 2015 | 2ª Edição dos Prémios Áquila                         | Melhor Atriz Principal em Televisão         | Maria João Bastos | Indicado    |
| 2015 | 2ª Edição dos Prémios Áquila                         | Melhor Ator Secundário em Televisão         | Miguel Guilherme  | Indicado    |
| 2016 | 5º New York Festivals International TV & Film Awards | Telenovela                                  | Coração d'Ouro    | Venceu      |
| 2016 | 7º Prémio Autores                                    | Melhor Programa de Ficção 2015 / Telenovela | Coração d'Ouro    | Indicado    |
| 2016 | 17º Moondance International Film Festival            | Projetos Escritos para TV / Filme da Semana | Coração d'Ouro    | Finalista   |